# Louis Brody
Pour les articles homonymes, voir Brody.
Louis Brody, né M'bebe Mpessa le 15 février 1892 à Douala (Kamerun) et mort le 11 février 1952 à Berlin (RFA), est un acteur, musicien et lutteur allemand d'origine camerounaise. Commencée dans les années 1910, sa carrière se poursuivit sous le régime nazi puis en Allemagne de l'Ouest, jusqu'à sa mort en 1952. Il tourna entre autres avec Fritz Lang et Robert Wiene, et il fut amené à jouer dans des films de propagande nazie comme Le Juif Süss.

## Biographie
En mai 1918, Louis Brody est l'un des membres fondateurs de l'Afrikanischer Hilfsverein, l'une des premières associations d'immigrants à s'être créée en Allemagne.
Louis Brody fut l'acteur noir le plus connu en Allemagne, et dans un cinéma avide d'exotisme. Il joua aussi bien des Africains que des Chinois ou des Indiens, contraint de représenter des stéréotypes. Au cours de sa carrière, il travailla avec des cinéastes phares : Robert Wiene, Fritz Lang, Alfred Hitchcock, Anatole Litvak ou Douglas Sirk.
Pendant la période nazie, bien que les Noirs couraient le risque d'être tués ou stérilisés, Louis Brody figurait sur une liste de comédiens « approuvés » par la Reichfilmkammer et fut contraint de jouer dans des films de propagande (une vingtaine entre 1933 et 1945).

## Filmographie partielle
- 1919 : Die Herrin der Welt de Joe May et Josef Klein : Malkale l'homme-médecine/Simba le servant chinois
- 1920 : Genuine de Robert Wiene : le Malais
- 1921 : Les Trois Lumières de Fritz Lang : le maure
- 1921 : Le Tombeau hindou de Joe May : le serviteur du maharadjah
- 1923 : Knock Out ! d'Armand Du Plessy : Brutus
- 1925 : Le Jardin du plaisir de Alfred Hitchcock : le chef de la plantation (non crédité)
- 1927 : Mata Hari de Friedrich Fehér
- 1931 : Calais-Douvres de Anatole Litvak et Jean Boyer : le cuisinier
- 1931 : Nie wieder Liebe d'Anatole Litvak
- 1932 : Der weiße Dämon de Kurt Gerron : le concierge du théâtre
- 1932 : Stupéfiants de Roger Le Bon et Kurt Gerron : le concierge du théâtre
- 1932 : Un drame à quatre sous de Ewald André Dupont : le serviteur du pacha
- 1934 : Die Reiter von Deutsch-Ostafrika de Herbert Selpin : surveillant de Hellhoff Hamissi
- 1937 : La Habanera de Douglas Sirk : un passant portoricain
- 1939 : L'Océan en feu de Günther Rittau
- 1940 : Le Juif Süss de Veit Harlan : le valet noir du duc
- 1941 : Le Président Krüger de Hans Steinhoff : Lobenguela
- 1941 : Carl Peters de Herbert Selpin : le chef de tribu est-africain
- 1941 : Blutsbrüderschaft de Philipp Lothar Mayring
- 1943 : Les Aventures fantastiques du baron Münchhausen de Josef von Báky : un servant du sultan (non crédité)
- 1945 : Kolberg de Veit Harlan : le soldat français noir (non crédité)
- 1946 : L'Extravagant Millionnaire (Peter Voss, der Millionendieb) de Karl Anton
- 1950 : La Fiancée de la Forêt-Noire de Hans Deppe : un invité de la fête (non crédité)

## Louis Brody dans la littérature
- Louis Brody est évoqué dans Mont plaisant, de Patrice Nganang[8] et dans Galadio de Didier Daeninckx[9].

## Sources de la traduction
- (en) Cet article est partiellement ou en totalité issu de l’article de Wikipédia en anglais intitulé « Louis Brody » (voir la liste des auteurs).